# Anatolie Boeștean
Anatolie Boeștean (n. 26 martie 1985) este un fotbalist din Republica Moldova care evoluează pe postul de fundaș.